# Glover Bros.
Glover Bros. war ein britischer Automobilhersteller aus Coventry, der zwischen 1912 und 1913 neun Fahrzeuge herstellte.
Das einzige Fahrzeug war ein Cyclecar. Der Wagen wurde von einem Einzylindermotor angetrieben. Zur Wahl standen Einbaumotoren von Triumph mit 3,5 PS und von Precision mit 4,5 PS.